# Stromfeld Aurél Gépipari, Építőipari és Informatikai Szakgimnázium és Szakközépiskola
A Nógrád Megyei Szakképzési  Centrum Stromfeld Aurél Technikum középiskola Salgótarjánban, ahol több különböző, elsősorban műszaki szakma képzése folyik. Az iskolát 1951-ben alapították, gépészeti irányultsággal.

## Az iskoláról
Az első tanítási év 1950 volt. Ekkor egy általános gépészképzés indult.
1951-ben már Nógrád megyében több helyről érkeztek diákok, hogy szakmát tanulhassanak. Ekkor 6 tagú tanári kar és óraadók segítségével folyt az oktatás.
1954-ben elköltözött az iskola régi helyéről, és a jelenleg is működő épületben folyt a tanítás. Még ebben az évben felvette az intézmény Stromfeld Aurél nevét. 
1955 és 1956 fontos év volt az intézmény életében, hiszen átvette a megszűnő kisvárdai és a nagykanizsai technikum egy-egy osztályát.
1960-ra a GT (Gépipari Technikum) lett Nógrád megye legkorszerűbb berendezéseivel felszerelt iskolája. A tanulók létszáma már meghaladta a 400-at.
1969-ben gépészeti és gépgyártástechnológiai szakközépiskolává alakult át.
10 évvel később, 1979-ben szakmunkásképzési célú szakközépiskolává alakult.
1990-ben rohamtempóban fejlődni kezdett az informatika. Így beindult a gépgyártás-technológia-számítástechnika szak. Az iskola csak 2005-ben vette fel az Informatika jelzőt.
A Kós Károly  Építőipari Szakközépiskola beolvadása utána 1996-tól az iskola képzési palettája tovább bővült az építőipari képzéssel.
Mintegy két évtizeddel később, 2015-ben az intézmény újabb változásokon ment át, Szakképzési centrumokat hoztak létre. Az iskola teljes neve így Salgótarjáni Szakképzési Centrum Stromfeld Aurél Gépipari, Építőipari és Informatikai Szakközépiskolája lett. 2016-tól  a szakközépiskolák szakgimnáziumokká alakultak át. 
2020 szeptemberétől a szakképzés jelentős átalakulásával összefüggésben szakképző intézményként,  Nógrád Megyei Szakképzési Centrum Stromfeld Aurél Technikum néven működik.
Az iskola új neve 2024 szeptember 1-től: Nógrád Vármegyei Szakképzési Centrum Stromfeld Aurél Technikum
Az intézmény épülete mögött helyezkedik el az iskola korszerűen felújított és felszerelt tanműhelye, ahol a gyakorlati kepzes zajlik. 
Az iskolában jelenleg 1 igazgató, 3 igazgatóhelyettes, 45 pedagógus,  4 irodai dolgozó, illetve 2 karbantartó dolgozik. A tanulók száma kb. 460 (2020).
Az intézmény ECDL vizsgaközpont valamint CISCO hálózati akadémiai központ is egyben.
Az iskola Salgótatjánban, a Rákóczi út 60.  címen található.

## Információk
A 2021/2022-es tanévben a következő iskolai rendszerű szakok indulnak:
- Szoftverfejlesztő és -tesztelő technikus, technikumi képzés
- Informatikai rendszer- és alkalmazásüzemeltető technikus, technikumi képzés
- Gépész-technikus, technikumi képzés
- Gépgyártás-technológiai technikus, technikumi képzés
- Magasépítő technikus, technikumi képzés
- Gépi és CNC forgácsoló, szakképző iskolai képzés

### Nappali rendszerű szakképzések
Technikum
- Informatikai rendszer- és alkalmazás -üzemeltető technikus (Cisco)
- Szoftverfejlesztő és -tesztelő technikus
- Gépész technikus
- Gépgyártás-technológiai technikus
- Magasépítő technikus
- Szakképző iskola
- Gépi és CNC forgácsoló

Iskolánkban elsősorban  technikumi képzés zajlik, emellett egy szakképző iskolai osztályt is működtetünk. Az iskola neve 2020. szeptember szeptember 1-től: Nógrád Megyei Szakképzési Centrum Stromfeld Aurél Technikum.
Az iskola új neve 2024 szeptember 1-től: Nógrád Vármegyei Szakképzési Centrum Stromfeld Aurél Technikum

## Érdekességek
- Az iskola 2017 óta használja a KRÉTA iskola alaprendszert.
- Az iskola tanulói között ( régi és jelenlegi ) rengetegen értek el megyei, országos, európai versenyen kiemelkedő helyezést.